# Milak
Milak es una ciudad y municipio situada en el distrito de Rampur en el estado de Uttar Pradesh (India). Su población es de 30553 habitantes (2011). 

## Demografía
Según el censo de 2011 la población de Milak era de 30553 habitantes, de los cuales 15964 eran hombres y 14589 eran mujeres. Milak tiene una tasa media de alfabetización del 64,08%, inferior a la media estatal del 67,68%: la alfabetización masculina es del 70,65%, y la alfabetización femenina del 56,91%.